# 上地雄輔物語
『上地雄輔物語』（かみじゆうすけものがたり）は、俳優・上地雄輔が書いた2008年7月30日に発売された初フォト&エッセイ（発行元：ワニブックス）。本の生地やタイトルの字まですべて自分で考えている。

## 内容
上地の幼少、青春時代から現在(羞恥心デビューまで)を書き綴ってある。また、プロ野球選手の松坂大輔(現：埼玉西武ライオンズ)との横浜高等学校での話などが書かれている。
写真は、故郷の横須賀をはじめ、思い出の場所で撮ったものがある。

## 受賞
- 「第1回オリコン08年年間“本”ランキング 写真集部門」（29万267部）

## ドラマ
2009年3月14日にフジテレビで『上地雄輔ひまわり物語~家族・親友・彼女…誰も知らない素顔初公開!』としてドラマ化、同日の『土曜プレミアム』内で放送された。視聴率14.1%。

### 内容
著書「上地雄輔物語」に書かれていた中学生時代、横浜高等学校での丹波慎也と松坂大輔との野球部での話を中心に描かれている。また、本に書かれていなかった彼女との話も放送された。
他にも、松坂大輔との対談と1打席勝負、小栗旬との鍋トーク、久本雅美との対談と上地の昔の映像などが放送され、「遊助」としてのソロデビュー密着（『クイズ!ヘキサゴンII』における「ひまわり」初披露）として、同じ羞恥心メンバーのつるの剛士のコメントなどが放送された。

### 出演
ドラマ
- 上地雄輔…吉田雄樹（一般人としてオーディションを受け約1500人の中から選ばれた。）
- オカン…田中好子
- オトン…高橋ジョージ
- カノジョ…南沢奈央
- 松坂大輔…上田悠介
- 伊藤沙莉
- 坂田雅彦
- 鈴木杏樹
- 桑野信義
- 渡辺憲吉
- 丹波慎也…福士誠治
- 田中謙二（立正大学淞南高校前野球部監督）…金子賢
- じーちゃん…伊東四朗
- ナレーション…上地雄輔

ほか
対談
- 松坂大輔
- 久本雅美
- 小栗旬

### スタッフ
- 原作：上地雄輔『上地雄輔物語』
- 主題歌：遊助「ひまわり」
- 企画：吉田豪（フジテレビ編成部）
- 脚本：渡辺雄介
- 構成：橋本大介
- 演出：斎藤郁宏
- 音楽：大塚彩子
- VFX：ナイス・デー
- ロケ協力：オーシャン・フィールド、常総フィルムコミッション、土浦フィルムコミッション、多摩市　ほか
- 技術協力：ヌーベルバーグ、映広
- 美術協力：KHKアート
- 協力：石森プロ、東映、ダイシン
- 特別協力：THE虎舞竜（田中敬久・田中清人）、横浜高等学校
- プロデューサー：志村彰、森雅弘、神蔵順子
- 制作協力：クリエイティブ30
- 制作：フジテレビ、The icon